# حسن جعفري
حسن جعفري، لاعب كرة قدم مرمى سعودي، يلعب حالياً في نادي الترجي.

## مسيرة اللاعب
لعب سابقاً مع القادسية ونادي الفيحاء ونادي هجر ونادي الترجي.

## روابط خارجية
- حسن جعفري على موقع Soccerway.com (الإنجليزية)
- حسن جعفري على موقع كووورة